# Isolatie (afscherming)
Isolatie is het afschermen van invloeden van buitenaf. 
Het woord isolatie is afgeleid van het Latijnse woord insula, dat 'eiland' betekent. 
Het woord wordt niet alleen gebruikt voor afscherming van fysieke invloeden, zoals warmte, geluid en elektrische stroom, maar ook voor afscherming van persoonlijke, sociale, of politieke contacten.
In de biologie of de scheikunde betekent het het in afzondering bestuderen van stoffen of processen.
In het Engels worden twee verschillende woorden gebruikt. De sociale vorm van afscherming wordt aangeduid met het woord isolation, de fysieke vorm van afscherming wordt aangeduid met het woord insulation.  
Bekende vormen van isolatie zijn: 
- elektrische isolatie - het afschermen van elektrische (stoor)spanning
- geluidsisolatie - het afschermen van geluid
- warmte-isolatie of thermische isolatie - het warmhouden of koudhouden van een ruimte door warmtestromen tegen te gaan